# Repubblica Democratica di Moldavia
La Repubblica Democratica di Moldavia (in romeno Republica Democratică Moldovenească), fu uno stato esistito dal 24 gennaio 1918, quando si proclamò indipendente, fino al 27 novembre 1918, quando si unì alla Romania.

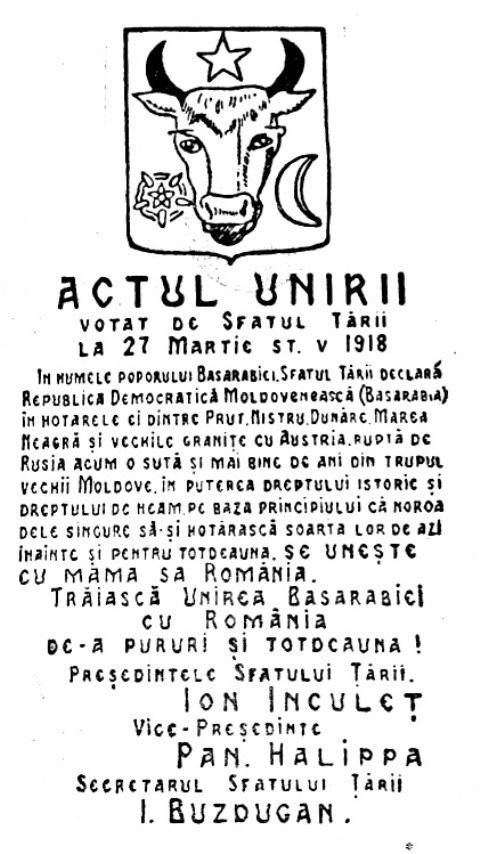
Dichiarazione dell'Unità del 1918.